# Odontosoria guatemalensis
Odontosoria guatemalensis är en ormbunkeart som beskrevs av Christ. Odontosoria guatemalensis ingår i släktet Odontosoria och familjen Lindsaeaceae. Inga underarter finns listade.